# アポマトックス方面作戦
アポマトックス方面作戦（アポマトックスほうめんさくせん、英:Appomattox Campaign）は、南北戦争の1865年3月と4月に、バージニア州で行われた一連の戦闘である。南軍将軍ロバート・E・リーの北バージニア軍が降伏し、南北戦争を実質的に終わらせることになった。

## 背景
ユリシーズ・グラント中将指揮下の北軍は1864年6月以来、バージニア州ピーターズバーグ市周辺でリー軍を包囲していた。両軍はその冬を念入りに構築したおよそ35マイル (56 km)にもなる塹壕で過ごしたが、これは後の第一次世界大戦での前例となった。冬の間、グラントは西方に少しずつ動き、南軍はそれに合わせて戦線を延ばしていたが、その厚みが無くなり、防御線の1マイル当たり約1,000名 (625 人/km)の兵士しか配せなかった。リーは自軍がいつまでも包囲に耐えていくことができないと理解し、春が来て雨が少なくなり、地方道路が再び通れるようになる頃にその窮状から脱出する道を探した。
アポマトックス方面作戦の前の1865年3月25日に、リッチモンド・ピータースバーグ方面作戦の最終戦闘であるステッドマン砦の戦いが不成功に終わった。この包囲を破ろうという南軍の試みは大きな損失を生んだ。リーは、グラントが間もなく南軍に唯一残っている供給線、サウスサイド鉄道に向けて動くであろうことを理解した。これを抑えられれば南軍の運命を決してしまう可能性があった。
リーはこの頃に全南軍の指揮官になった（南軍における彼の名声にも拘らず、ほぼ3年間北バージニア軍のみの指揮官だった）。リーの作戦はピーターズバーグを包囲する北軍から逃れ出て、南西方向に撤退し、リンチバーグで飢えた兵士を養い、さらに南へ向かうことだった。そこでノースカロライナ州にいるジョセフ・ジョンストンの軍隊と北バージニア軍が合流できれば、ジョンストン軍を追撃しているウィリアム・シャーマン少将の北軍を打ち破り、続いて全軍でグラント軍を叩くために戻る可能性が生まれるはずだった。この脱出行のために自軍を右翼側に動かした。
一方グラント軍には、1864年のバレー方面作戦から戻ったフィリップ・シェリダン少将の部隊が追加されていた。エドワード・オード少将のジェームズ軍もピーターズバーグの戦線に到着し、このことでガバヌーア・ウォーレン少将とアンドリュー・A・ハンフリーズ少将の軍団をリー軍に対する攻撃行動に出す余裕ができた。

## 戦闘

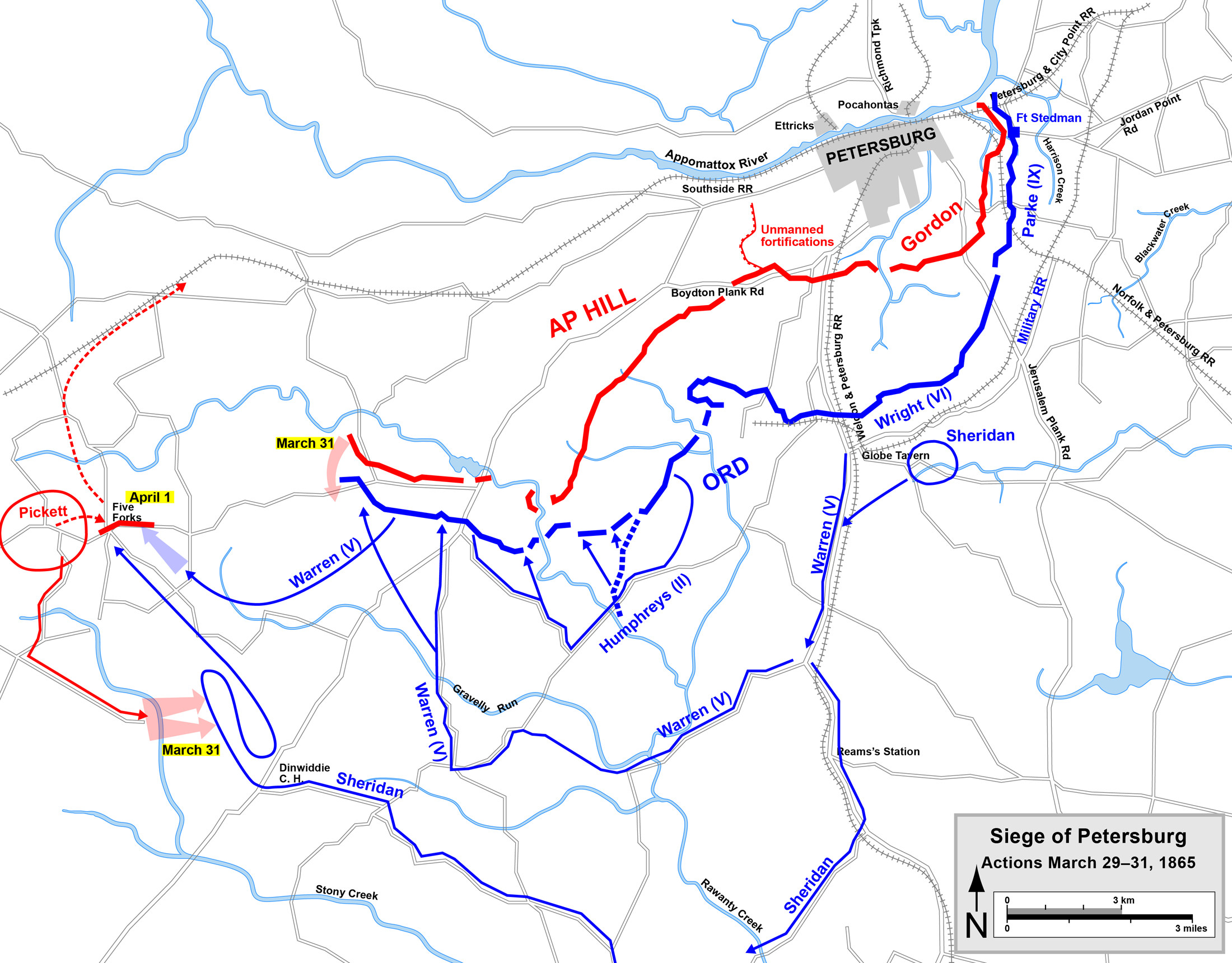
ファイブフォークスの戦い前後のピーターズバーグでの動き

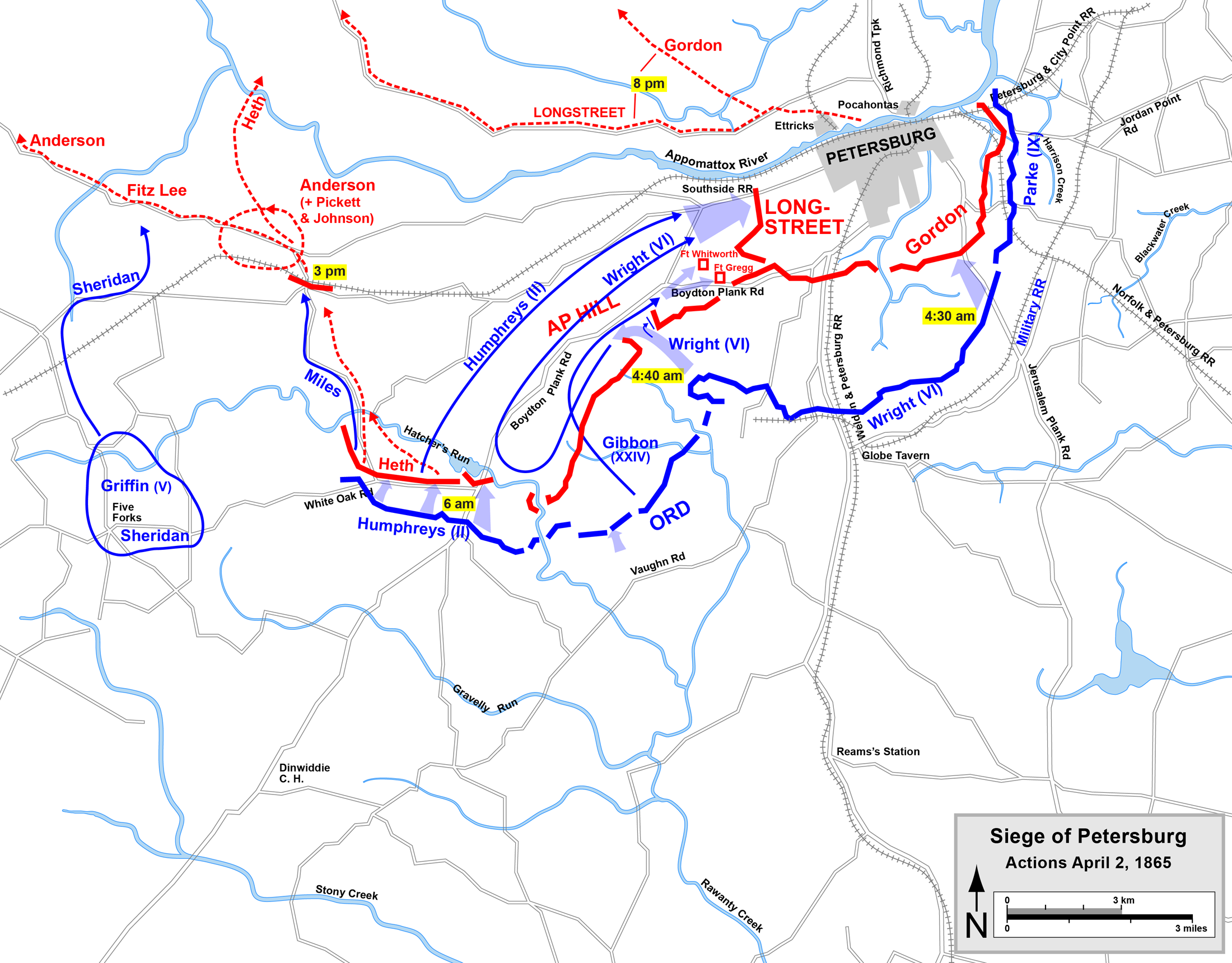
グラント軍のピーターズバーグに対する攻撃とリー軍の撤退開始

アポマトックス方面作戦では次の戦闘が行われた。

### 北軍の攻勢

#### ルイス農園の戦い（1865年3月29日）
シェリダンの騎兵隊とウォーレンの第5軍団が、リー軍の右翼を包み込むことを期待して、ディンウィッディー・コートハウスのさらに南西に動くことで北軍の攻勢を開始した。

#### ホワイトオーク道路の戦い（3月31日）
リーは自軍の右翼に回りこむ北軍の動きに合わせて自軍を動かした。ウォーレンがホワイトオーク道路沿いの南軍塹壕に攻撃を掛けたが、ブッシュロッド・ジョンソン少将部隊の反撃で一時的に撃退された。

#### ディンウィディ・コートハウスの戦い（3月31日）
シェリダンの騎兵隊がコートハウスに至りリー軍の右翼に回り込もうと動いたが、W・H・F・"ルーニー"・リー少将の騎兵隊とジョージ・ピケットの歩兵隊に遮られた。

#### ファイブフォークスの戦い（4月1日）
この方面作戦の中でも雌雄を決する戦いとなり、ウォーレンとシェリダンが、南軍の供給線を守る重要な十字路からピケットとルーニー・リーの部隊を追い出した。南軍は4,500名以上の兵士が降伏した。リーはアメリカ連合国政府に対し、翌朝ピーターズバーグ、リッチモンド両市を放棄することを勧告した。この時点でのリーの作戦は、2つの都市にいる軍隊をアポマトックス川を越えて移動させてアメリア・コートハウスで落ち合い、そこでリッチモンドから持ち出した物資をリッチモンド・アンド・ダンビル鉄道で補給されるというものだった。そこからは、連合国政府の逃亡目標であるダンビルに向かい、続いて南に進んでジョンストンと落ち合うというものだった。

#### 第三次ピーターズバーグの戦い（4月2日）
ピーターズバーグ周辺の塹壕では、ジョージ・ミード少将のポトマック軍が、辛うじて生き延びている残りの南軍前線に4個軍団による攻撃を掛けた。南軍の軍団指揮官A・P・ヒルがこの戦闘で戦死した。

#### サザランド駅の戦い（4月2日）
北軍が遂にサウスサイド鉄道を確保し、南軍の供給線を遮断した。この日にジェイムズ・ロングストリートの軍団がジェームズ川を渉りピーターズバーグを補強した。リッチモンド市はその夜に明け渡され、連合国政府は逃亡した。リッチモンド市の防衛に当たっていたリチャード・イーウェル中将は、軍事的な価値のある物全てを破壊するよう命令された。市民は暴動を起こし、大火が町を包んだ。

### 南軍の撤退

#### ナモザイン教会の戦い（4月3日）
小規模の騎兵戦が起こった。リー軍は4月4日にアメリア・コートハウスに到着し、期待していた物資が届いていないことが分かった。物資はリッチモンドを脱出する列車には載せられず、輜重隊の馬車は北軍騎兵隊に捕獲されていた。リーは3万名の兵士を養う必要があり、その日はその地域に留まり、食糧の徴発隊を派遣したが、その大半はほとんど何も得られずに戻ってきた。このことで北軍騎兵隊にリーの撤退路を塞ぐ時間を与えたので、リー軍の戦術的な誤りになった（事情は理解できるものではある）。

アポマトックス方面作戦におけるリー軍の撤退、1865年4月3日-4月9日

#### アメリア・スプリングスの戦い（4月5日）
これも小規模騎兵戦。4月5日にはまた、ダンビルへの道が動きの早い北軍騎兵隊に塞がれているのをリーが見出した時でもある。残る選択肢は食糧も無く西のリンチバーグまでの長い道のりを行軍することだった。しかし、南軍の兵站総監は25マイル (40 km)西のファームビルに80,000食を送ることをリーに約束した。

#### セイラーズクリークの戦い（4月6日）
南軍の4分の1近く（約8,000名、2個軍団の中心）が、シェリダン、ハンフリーズおよびチャールズ・グリフィン少将（ファイブフォークスの戦い後にシェリダンに解任されたウォーレンの後任）の軍隊に遮られ降伏した。南軍の輜重隊の多くも捕獲された。

#### ライス駅の戦い（4月6日）
ロングストリートの軍団がピーターズバーグから到着した時に起こった小競り合い。その軍団はアポマトックス川をハイブリッジで越えた。

#### カンバーランド教会の戦い（4月7日）
ハンフリーズの北軍第2軍団が南軍後衛を攻撃したが、手詰まりとなった。

#### ハイブリッジの戦い（4月6日-7日）
リー軍の残っている部隊の大半がアポマトックス川を渉った後で、ロングストリートの後衛がその橋を焼いた。北軍第2軍団は橋のうち2つの火を消すことに成功し、川を越えてファームビルで南軍に追いついた。フィッツヒュー・リー少将の騎兵隊は夜が訪れるまで北軍歩兵隊を足止めさせることができたが、リー軍は長い間待ち望んでいたファームビルでの食糧を口にする機会も奪われて、北軍の圧力を感じながらさらに西への行軍続行を強いられた。次の目標は25マイル (40 km)西のアポマトックス・コートハウスであり、そこで食糧を積んだ列車が待っていた。4月7日の夜、リーはグラントから北バージニア軍が降伏すべきと提案する手紙を受け取った。リーは結論を保留し、捕まえられる前にアポマトックス駅に到着する最後の望みに縋っていた。リーはグラントが提案する降伏条件について問い合わせる曖昧な手紙を返した。

#### アポマトックス駅の戦い（4月8日）
ジョージ・カスターの騎兵師団が物資列車と25門の大砲を捕獲し、実質的にリー軍の退路を塞いだ。グラントはエイブラハム・リンカーン大統領に促されるままに、寛大な降伏条件を提案する手紙をリーに送り、それを議論するための会合を提案した。

#### アポマトックス・コートハウスの戦い（4月9日）
リー軍の最後の抵抗としてジョン・B・ゴードンの消耗し尽くした軍団が北軍の戦線を破りリンチバーグでの物資に辿り付こうとした。ゴードン軍は短時間シェリダンの騎兵隊を押し返したが、北軍第5軍団の全軍と対峙することになった。3方を囲まれていることになり、リーはその軍隊ごと降伏した。

## 戦いの後
アポマトックス方面作戦はグラントとシェリダンによる優れた執拗な追撃と操軍の例だった。その技量はゲティスバーグの戦いでのジョージ・ミードや、アンティータムの戦いでのジョージ・マクレランといった以前の将軍達には不足していたものだった。リーは与えられた環境で最善を尽くしたが、その物資、兵士および運が最後に力尽きた。リー軍の降伏は南軍野戦部隊の1つが失われたことに過ぎなかったが、南部が立ち直ることのできない心理的打撃だった。残った軍隊も1865年6月までに抵抗を止めた。

## 方面作戦の分類
軍事歴史家達はこの時代の方面作戦間の正確な境目について意見の一致を見ていない。本稿はアメリカ合衆国国立公園局による分類を使った。
他にウェスト・ポイントで管理される分類がある。その『アメリカの戦争アトラス』 (Esposito, 1959年)では、ファイブフォークスの戦いを含む3月29日から31日の期間は「第二次ピーターズバーグ包囲戦」（1864年10月の開始）の最後に位置付けられている。バージニア州における残りの戦争は「アポマトックス・コートハウスへの追撃、リーの敗北（1865年4月3日-9日）」に分類されている。